# Tipos de implante dental
Los implantes dentales se clasifican en endo-óseos y yuxta-óseos. Es cierto que por razones terminológicas han aparecido nuevos nombres para referirse a la clasificación de los implantes dentales: bífidos, agujas, crestas delgadas, multidimensionales…no obstante, todos ellos obedecen a las mismas leyes.
Los implantes que no penetran en el hueso, sino que recubren su superficie se llaman, en Francia, subperiósticos, y se les ha dado el nombre más exacto de yuxta-óseos. Los países anglosajones siguen llamando a este implante de superficie, subperiostal. Los implantes yuxta-óseos o subperiostiales, fueron introducidos en 1940. Son elementos metálicos introducidos bajo la mucosa y reposan contactando los maxilares o la mandíbula. Se confeccionan en el laboratorio de prótesis, a partir de modelos del maxilar, en su mayor parte se realizan con aleaciones de cromo-cobalto-molibdeno, y algunas veces están recubiertos de carbono o de cerámica.
La morfología puede diferir en algunos puntos, pero todos los implantes que tienen el principio de penetrar en el espesor del hueso son siempre, y simplemente, implantes endo-óseos, para los cuales son necesarios el uso del bisturí y el despegamiento de la mucosa; estos implantes pueden ser metálicos, de carbón vitrificado, cerámicos, de material orgánico o semi-biológicos. Aunque existen múltiples clasificaciones de los implantes endo-óseos, se señala, por lo general que estos implantes dentales se dividen en cilíndricos, roscados, a lámina y de cresta delgada.

## Los implantes endo-óseos cilíndricos
Los implantes endo-óseos cilíndricos pueden ser de superficie no roscada, cubierta normalmente por una capa de hidroxiapatita por retención química, tienen perforaciones con el fin de que el hueso se desarrolle en su interior y se fije por retención mecánica, estos últimos no son muy usados, pues el proceso es muy lento. También pueden ser roscados, en cuyo caso presentan aspecto de tornillo, con una rosca en su superficie, con lo que se consigue aumentar el área de contacto del implante con el hueso. 

## Los implantes a lámina
Los implantes a lámina fueron ideados por L. Linkow. En ningún caso se aconseja emplearlos en casos de edentación total del maxilar superior o inferior. Sin embargo, dan muy buenos resultados cuando se trata de reemplazar un incisivo central a nivel del maxilar superior, cuando el hueso es bastante ancho y profundo. A nivel del maxilar inferior, el hueso suele ser bastante débil por lo que se recomienda prudencia; hay que verificar que entre la lámina y la pared externa quede una pared de la gotera suficientemente gruesa como para soportar las fuerzas que posteriormente se ejercerán. Para el reemplazo de dientes posteriores igualmente hay que obrar con precaución porque las alturas, dada la ubicación del seno, son a menudo muy reducidas. Existen láminas prefabricadas tan escotadas que la parte a insertar es casi inexistente y, en ese caso, la ingenuidad o la inconsciencia de los que la colocan no aboga a favor de unos ni otros. Para colocar bien un implante lámina es necesario despegar francamente la fibromucosa, de manera que se tenga una amplia visión del hueso. La ventaja de la lámina, cuando la indicación es buena, es que se evita una segunda intervención y que se puede terminar en una sola sesión.

## Implantes de cresta delgada
Imaginado y puesto a punto por M. Cherchève, debería tener un lugar privilegiado en todo consultorio dental. Si se respetan las indicaciones, su empleo es por mucho el más fácil porque no presenta ningún peligro y la instrumentación es de las más reducidas. Además, la cabeza del fuste, el pilar donde se fijará la prótesis, tiene a la vez condiciones que obedecen a una ortodoxia odontológica perfecta en cuanto al apoyo sobre la cortical y en cuanto a la inserción rigurosa por sellado, sin el empleo de ninguna resina.